# Růže podhorská

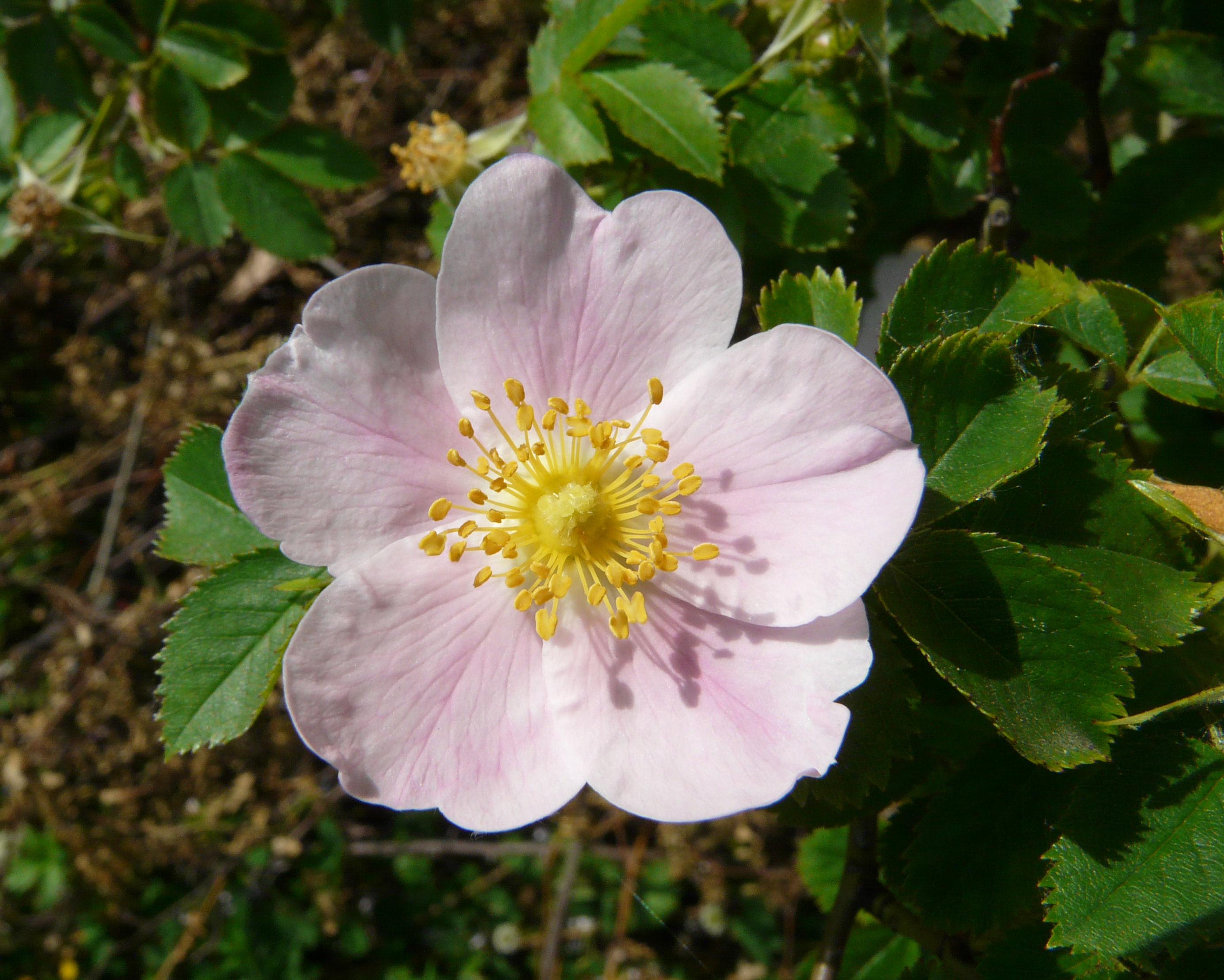
Květ

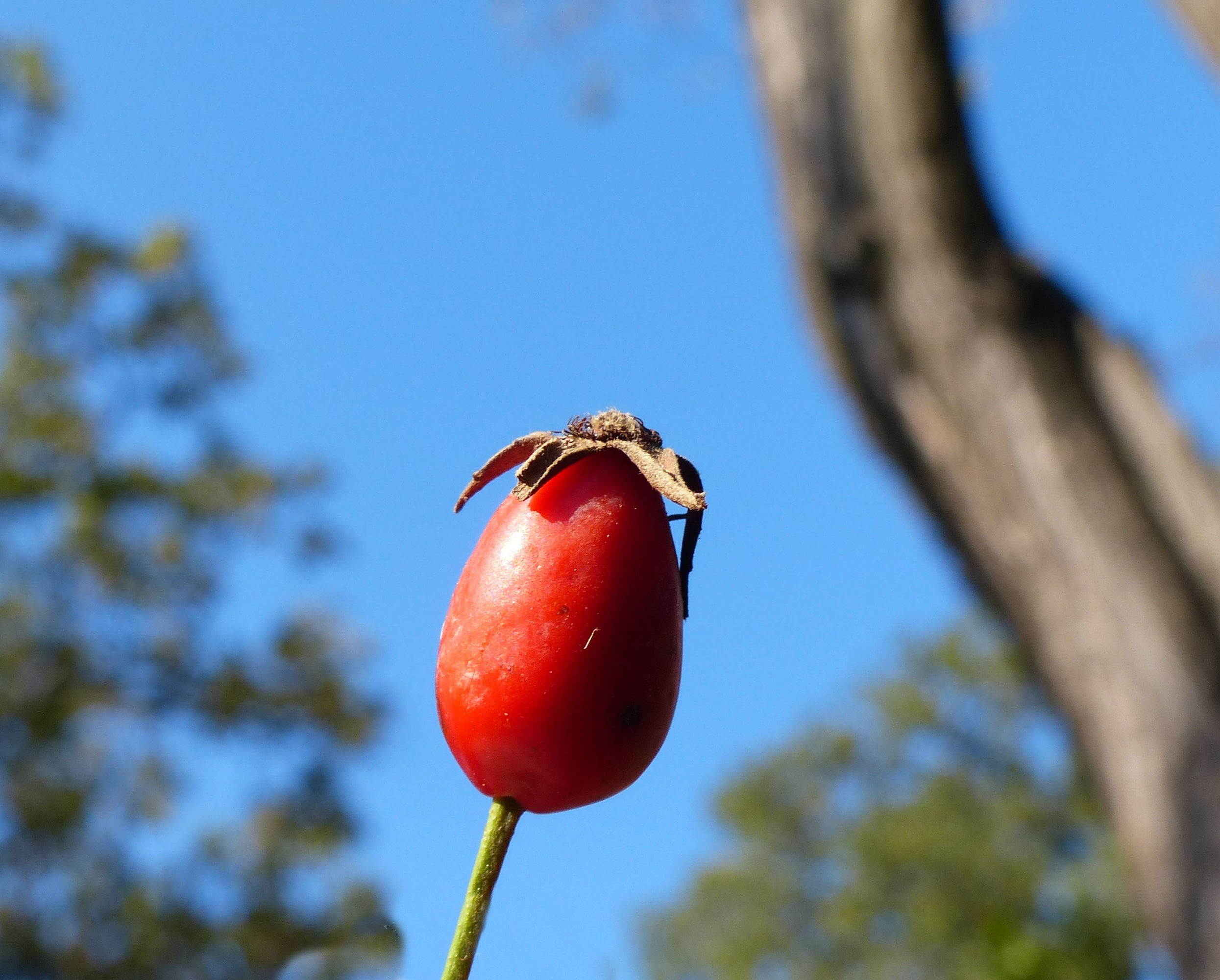
Šípek

Růže podhorská (Rosa dumalis) je vícekmenná, keřovitá dřevina se vzpřímenými nebo obloukovitě ohnutými ostnatými větvemi, které v případě opory mohou dosahovat až do výše 3 m. V letních měsících vykvétá růžovými květy sestavenými do četných květenství a s nástupem podzimu se opylené květy vyvinou v šípky oranžově červené barvy. Tento v české přírodě původní druh je počítán mezi silně mnohotvárné růže, při botanickém zatříďování jednotlivých rostlin vznikají problémy a bývá občas i nejednotnost v názorech odborníků.

## Rozšíření
Domovem této růže je téměř celá Evropa, vyjma severu Skandinávie a celého Turecka. Pochází dále ze severního Kavkazu a severní Afriky, v obou případech z oblastí přilehajících ke Středozemnímu moři. V české krajině vyrůstá po celém území, znatelnou převahu má ale v pahorkatinách.

## Ekologie
Základním požadavkem na vyhovující stanoviště je dostatek slunce a nemnoho vlhkosti. Roste po osluněných okrajích houštin a světlých lesů, jako součást křovin, na travnatých stráních, pastvinách, podél mezí a polních cest. Na jakosti půdy není příliš závislá, spíše jí prospívá sucho než nadměrná vlhkost. Kvete podle umístění stanoviště od května až do července. Ploidie druhu je 2n = 35, x = 7.

## Popis
Opadavý, ostnitý keř s větvemi vzpřímenými nebo obloukovitě ohnutými, vysoký 1 až 2 m. Větve jsou porostlé sice stejnotvarými (jehlicovitými, ohnutými či hákovitými), ale různě velkými ostny světlejšími než kůra. Některé větve se v případě opory chovají jako opíravé liány a dosahují do výše 3 m. V případě poškození větví při úrovni půdy (následkem kosení, pasení nebo vypalování) se na kořenech aktivují podzemní adventivní pupeny. Z nich vyrůstají podpovrchové odnože, které dají v okolí mateřského keře vzniknout 1 až 1,5 m vysokým polykormonům.
Střídavě vyrůstající řapíkaté listy jsou lichozpeřené a mívají dva až tři páry lístků s kratičkými řapíčky nebo jsou přisedlé. Lístky, dlouhé 2 až 3,5 a široké 1,5 až 2,5 cm, bývají široce eliptické, vejčité nebo na konci špičaté, bázi mají okrouhlou nebo zašpičatělou a po obvodě jsou jednoduše až dvojitě mělce zubaté. Na lícní straně jsou lysé a někdy voskově obalené, na rubové řídce porostlé žlázkami produkující téměř nevonnou silici. Palisty jsou blanité, různě velké a bývají do dvou třetin srostlé s řapíky.
Květy bývají bílé až světle růžové v mnoha stupních sytosti, jsou široké do 4,5 cm, pětičetné a vyrůstají nejčastěji v květenstvích po třech až pěti. Vnější dva kališní lístky mají přívěsky po obou stranách a třetí pouze z jedné strany. Všechny kališní lístky jsou zelené, chlupaté, po odkvětu se vztyčují, směřují šikmo vzhůru nebo jsou nepravidelně rozprostřené a do zralosti šípků vytrvalé. Korunní lístky jsou v poupěti růžové, po rozkvětu se překrývají a získávají růžovou barvu.
Po opylení květu (hmyzem nebo samosprašně) se vytvoří tzv. nepravý plod, šípek, což je z botanického pohledu složené souplodí nažek (semen) v dužnatém obalu. Šípky vyrůstají na nestejně dlouhých, lysých stopkách a jsou kulovité, kulovitě stlačené nebo vejčité, jen koncový v plodenství bývá hruškovitý. Ve zralosti mají barvu oranžovou až tmavě červenou, jsou velké asi 1,5 cm, téměř celé lysé, měkké a obsahují až 30 běložlutých semen. Mají mnoho vitamínu C, z čerstvých se dělá marmeláda, ovocné víno nebo se suší a vaří se z nich čaje.

## Záměna
Růže podhorská je, jak již bylo uvedeno, variabilní druh a navíc je velmi podobná růži šípkové (Rosa canina). Hlavními poznávacími znaky jsou vlnatě přitisklé hlavičky čnělek v květu, po odkvětu vzpřímené nebo nepravidelně rozložené trvalé kališní lístky (nikdy ne sklopené dolů) a na vrcholu zralých šípků plochý disk (zbytek po tyčinkách, kalichu a čnělkách) se širokým ústím (středovým otvorem). Zbarvení květů, zubatost lístků, charakter odění i vzhled keře nejsou pro stanovení druhu příliš podstatné.

## Galerie

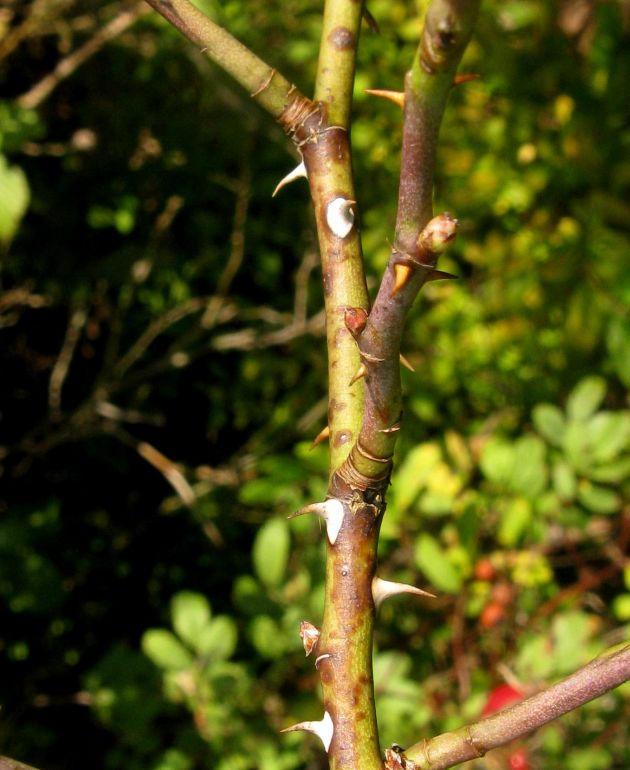
Větev s ostny
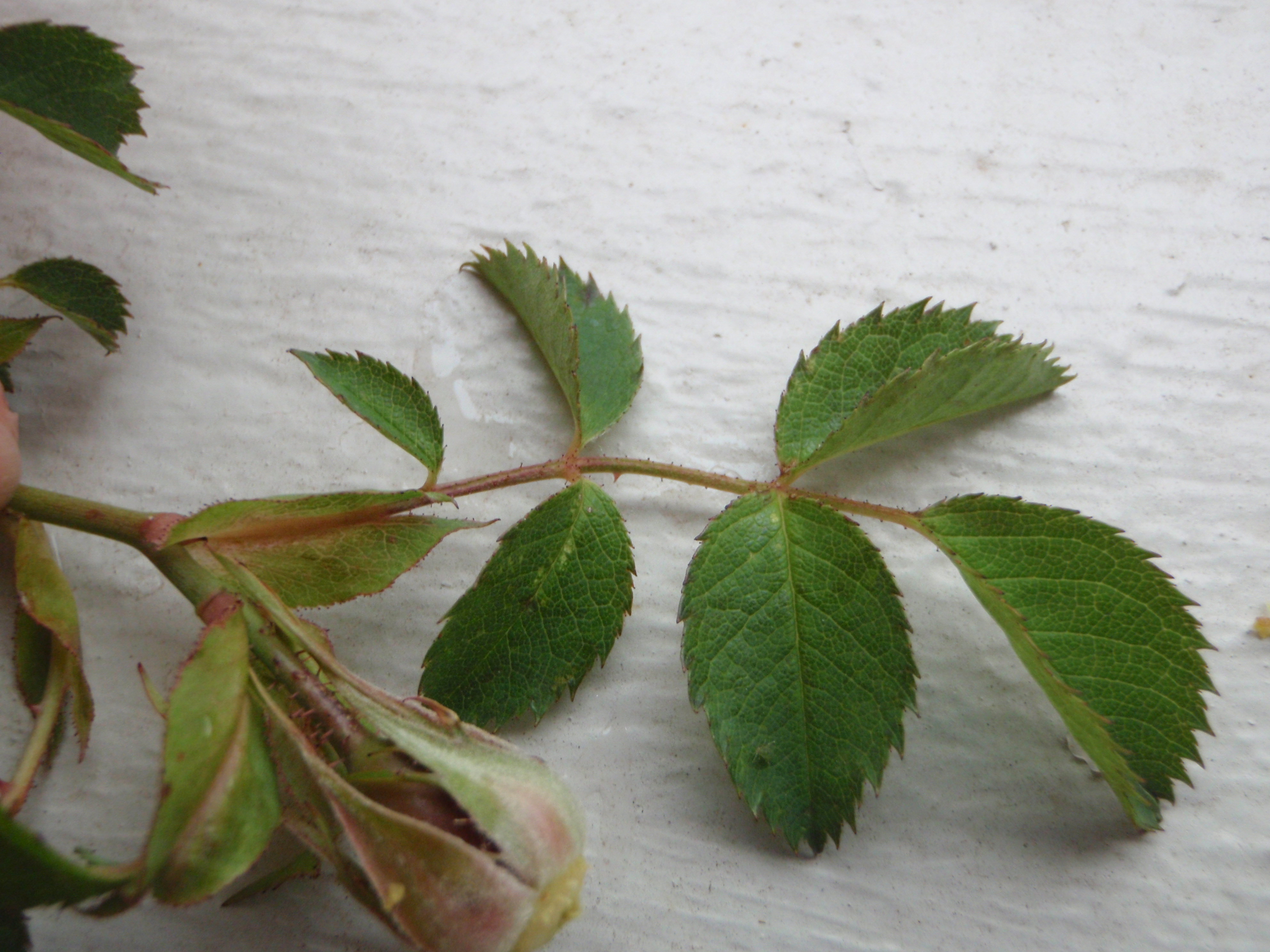
Listy
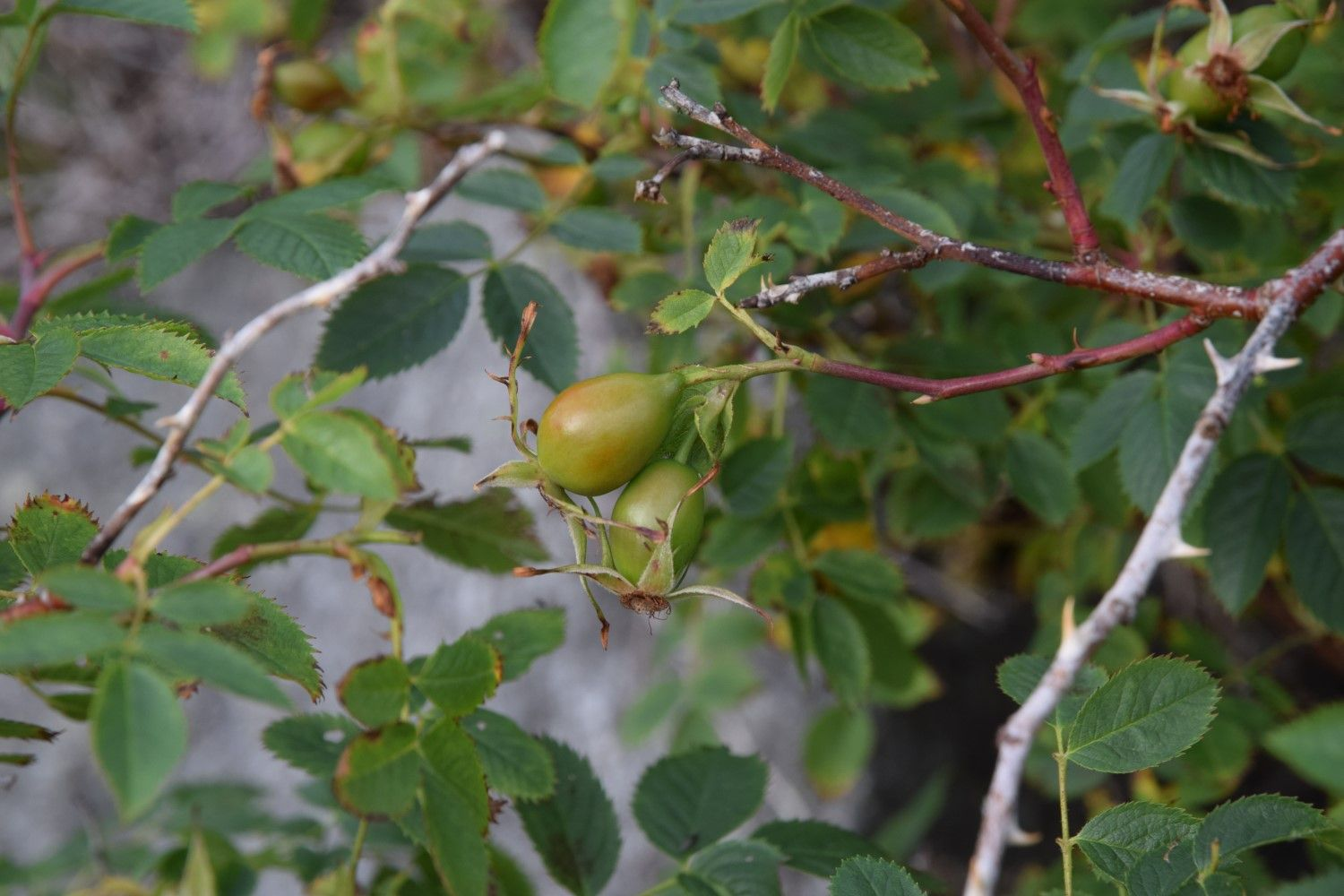
Nezralý šípek